# Dianthoseris
Dianthoseris é um género botânico pertencente à família Asteraceae.